# Boromo (département)
Cet article concerne le département et la commune urbaine. Pour la ville chef-lieu, voir Boromo.
Boromo est un département et une commune urbaine de la province des Balé, situé dans la région de la Boucle du Mouhoun au Burkina Faso.

## Géographie

### Démographie
- En 2003, le département comptabilisait 28 983 habitants estimés[2].
- En 2006, le département comptabilisait 29 849 habitants recensés[1].

## Administration

### Villes et villages
Le département et la commune urbaine de Boromo est composé d'une ville chef-lieu homonyme (données de population consolidées en 2012, issues du recensement général de 2006) :
- Boromo, subdivisée en quatre secteurs urbains (totalisant 14 594 habitants) :

- Secteur 1 (3 517 habitants)
- Secteur 2 (3 328 habitants)
- Secteur 3 (4 233 habitants)
- Secteur 4 (3 516 habitants)

et de huit villages ruraux (totalisant 15 255 habitants):
- Koho (15 255 habitants)
- Lapara (15 255 habitants)
- Nanou (15 255 habitants)
- Ouahabou (15 255 habitants)
- Ouako (15 255 habitants)
- Ouroubono (15 255 habitants)
- Siguinoguin (15 255 habitants)
- Virou (15 255 habitants)

## Transports

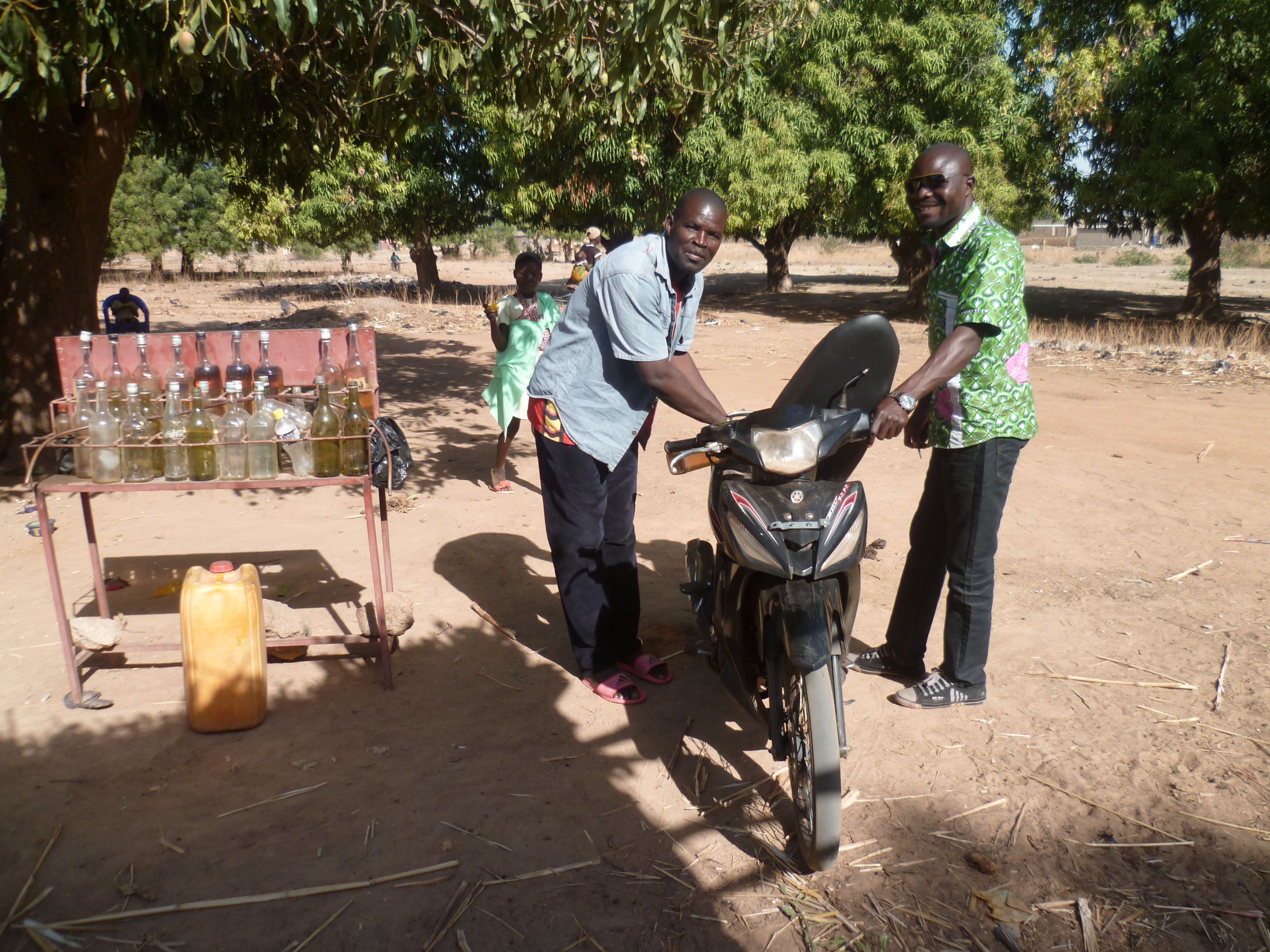
Plein d'essence sur la route de Boromo (2018).